# Camponotus storeatus
Camponotus storeatus är en myrart som beskrevs av Auguste-Henri Forel 1910. Camponotus storeatus ingår i släktet hästmyror, och familjen myror. Inga underarter finns listade.